# Babiganahalli, Gubbi
Babiganahalli là một làng thuộc tehsil Gubbi, huyện Tumkur, bang Karnataka, Ấn Độ.